# Lijst van gemeenten in het departement Vendée
Hieronder volgt een lijst van de gemeenten (communes) in het Franse departement Vendée (departement 85).

## A
L'Aiguillon-sur-Mer
- L'Aiguillon-sur-Vie
- Aizenay
- Angles
- Antigny
- Apremont (Vendée)
- Aubigny (Vendée)
- Aubigny-Les Clouzeaux
- Auzay
- Avrillé

## B
Barbâtre
- La Barre-de-Monts
- Bazoges-en-Paillers
- Bazoges-en-Pareds
- Beaufou
- Beaulieu-sous-la-Roche
- Beaurepaire
- Beauvoir-sur-Mer
- Belleville-sur-Vie
- Benet
- La Bernardière
- Le Bernard
- Bessay
- Bois-de-Céné
- La Boissière-de-Montaigu
- La Boissière-des-Landes
- Boufféré
- Bouillé-Courdault
- Bouin
- Boulogne
- Le Boupère
- Bourneau
- Bournezeau
- Brem-sur-Mer
- Bretignolles-sur-Mer
- La Bretonnière-la-Claye
- Breuil-Barret
- Les Brouzils
- La Bruffière

## C
La Caillère-Saint-Hilaire
- Cezais
- Chaillé-les-Marais
- Chaillé-sous-les-Ormeaux
- Chaix
- La Chaize-Giraud
- La Chaize-le-Vicomte
- Challans
- Chambretaud
- Champagné-les-Marais
- Le Champ-Saint-Père
- Chantonnay
- La Chapelle-Achard
- La Chapelle-aux-Lys
- La Chapelle-Hermier
- La Chapelle-Palluau
- La Chapelle-Thémer
- Chasnais
- La Châtaigneraie
- Château-d'Olonne
- Château-Guibert
- Châteauneuf
- Les Châtelliers-Châteaumur
- Chauché
- Chavagnes-en-Paillers
- Chavagnes-les-Redoux
- Cheffois
- Les Clouzeaux
- Coëx
- Commequiers
- La Copechagnière
- Corpe
- La Couture
- Cugand
- Curzon

## D
Damvix
- Doix
- Dompierre-sur-Yon

## E
Les Epesses
- L' Épine
- Les Essarts

## F
Falleron
- La Faute-sur-Mer
- Faymoreau
- Le Fenouiller
- La Ferrière
- La Flocellière
- Fontaines
- Fontenay-le-Comte
- Fougeré
- Foussais-Payré
- Froidfond

## G
La Garnache
- La Gaubretière
- La Génétouze
- Le Girouard
- Givrand
- Le Givre
- Grand'Landes
- Grosbreuil
- Grues
- Le Gué-de-Velluire
- La Guérinière
- La Guyonnière

## H
L'Herbergement
- Les Herbiers
- L'Hermenault

## I
L'Île-d'Elle
- L'Île-d'Olonne
- L'Île-d'Yeu

## J
Jard-sur-Mer
- La Jaudonnière
- La Jonchère

## L
Lairoux
- Landeronde
- Les Landes-Genusson
- Landevieille
- Le Langon
- Liez
- Loge-Fougereuse
- Longèves
- Longeville-sur-Mer
- Luçon
- Les Lucs-sur-Boulogne

## M
Maché
- Les Magnils-Reigniers
- Maillé
- Maillezais
- Mallièvre
- Mareuil-sur-Lay-Dissais
- Marillet
- Marsais-Sainte-Radégonde
- Martinet
- Le Mazeau
- La Meilleraie-Tillay
- Menomblet
- La Merlatière
- Mervent
- Mesnard-la-Barotière
- Monsireigne
- Montaigu
- Montournais
- Montreuil
- Moreilles
- Mormaison
- Mortagne-sur-Sèvre
- La Mothe-Achard
- Mouchamps
- Mouilleron-en-Pareds
- Mouilleron-le-Captif
- Mouilleron-Saint-Germain
- Moutiers-les-Mauxfaits
- Moutiers-sur-le-Lay
- Mouzeuil-Saint-Martin

## N
Nalliers
- Nesmy
- Nieul-le-Dolent
- Nieul-sur-l'Autise
- Noirmoutier-en-l'Île
- Notre-Dame-de-Monts
- Notre-Dame-de-Riez

## O
L'Oie
- Olonne-sur-Mer
- L'Orbrie
- Oulmes

## P
Palluau
- Péault
- Le Perrier
- Petosse
- Les Pineaux
- Pissotte
- Le Poiré-sur-Velluire
- Le Poiré-sur-Vie
- Poiroux
- La Pommeraie-sur-Sèvre
- Pouillé
- Pouzauges
- Puy-de-Serre
- Puyravault

## R
La Rabatelière
- Réaumur (Vendée)
- La Réorthe
- Notre-Dame-de-Riez
- Rives de l'Yon
- Rocheservière
- La Roche-sur-Yon
- Rochetrejoux
- Rosnay

## S
Les Sables-d'Olonne
- Saint-André-Goule-d'Oie
- Saint-André-Treize-Voies
- Saint-Aubin-des-Ormeaux
- Saint-Aubin-la-Plaine
- Saint-Avaugourd-des-Landes
- Saint-Benoist-sur-Mer
- Sainte-Cécile
- Saint-Christophe-du-Ligneron
- Saint-Cyr-des-Gâts
- Saint-Cyr-en-Talmondais
- Saint-Denis-du-Payré
- Saint-Denis-la-Chevasse
- Saint-Étienne-de-Brillouet
- Saint-Étienne-du-Bois
- Sainte-Flaive-des-Loups
- Sainte-Florence
- Saint-Florent-des-Bois
- Sainte-Foy
- Saint-Fulgent
- Sainte-Gemme-la-Plaine
- Saint-Georges-de-Montaigu
- Saint-Georges-de-Pointindoux
- Saint-Germain-l'Aiguiller
- Saint-Germain-de-Prinçay
- Saint-Gervais
- Saint-Gilles-Croix-de-Vie
- Sainte-Hermine
- Saint-Hilaire-de-Loulay
- Saint-Hilaire-de-Riez
- Saint-Hilaire-des-Loges
- Saint-Hilaire-de-Voust
- Saint-Hilaire-la-Forêt
- Saint-Hilaire-le-Vouhis
- Saint-Jean-de-Beugné
- Saint-Jean-d'Hermine
- Saint-Jean-de-Monts
- Saint-Juire-Champgillon
- Saint-Julien-des-Landes
- Saint-Laurent-de-la-Salle
- Saint-Laurent-sur-Sèvre
- Saint-Maixent-sur-Vie
- Saint-Malô-du-Bois
- Saint-Mars-la-Réorthe
- Saint-Martin-de-Fraigneau
- Saint-Martin-des-Fontaines
- Saint-Martin-des-Noyers
- Saint-Martin-des-Tilleuls
- Saint-Martin-Lars-en-Sainte-Hermine
- Saint-Mathurin
- Saint-Maurice-des-Noues
- Saint-Maurice-le-Girard
- Saint-Mesmin
- Saint-Michel-en-l'Herm
- Saint-Michel-le-Cloucq
- Saint-Michel-Mont-Mercure
- Saint-Paul-en-Pareds
- Saint-Paul-Mont-Penit
- Sainte-Pexine
- Saint-Philbert-de-Bouaine
- Saint-Pierre-du-Chemin
- Saint-Pierre-le-Vieux
- Saint-Prouant
- Sainte-Radégonde-des-Noyers
- Saint-Révérend
- Saint-Sigismond
- Saint-Sulpice-en-Pareds
- Saint-Sulpice-le-Verdon
- Saint-Urbain
- Saint-Valérien
- Saint-Vincent-Sterlanges
- Saint-Vincent-sur-Graon
- Saint-Vincent-sur-Jard
- Saligny
- Sallertaine
- Sérigné
- Sigournais
- Soullans

## T
Le Tablier
- La Taillée
- Tallud-Sainte-Gemme
- Talmont-Saint-Hilaire
- La Tardière
- Thiré
- Thorigny
- Thouarsais-Bouildroux
- Tiffauges
- La Tranche-sur-Mer
- Treize-Septiers
- Treize-Vents
- Triaize

## V
Vairé
- Velluire
- Les Velluire-sur-Vendée
- Venansault
- Vendrennes
- La Verrie
- Vix
- Vouillé-les-Marais
- Vouvant

## X
Xanton-Chassenon